# Hauptstraße 48 (Volkach)

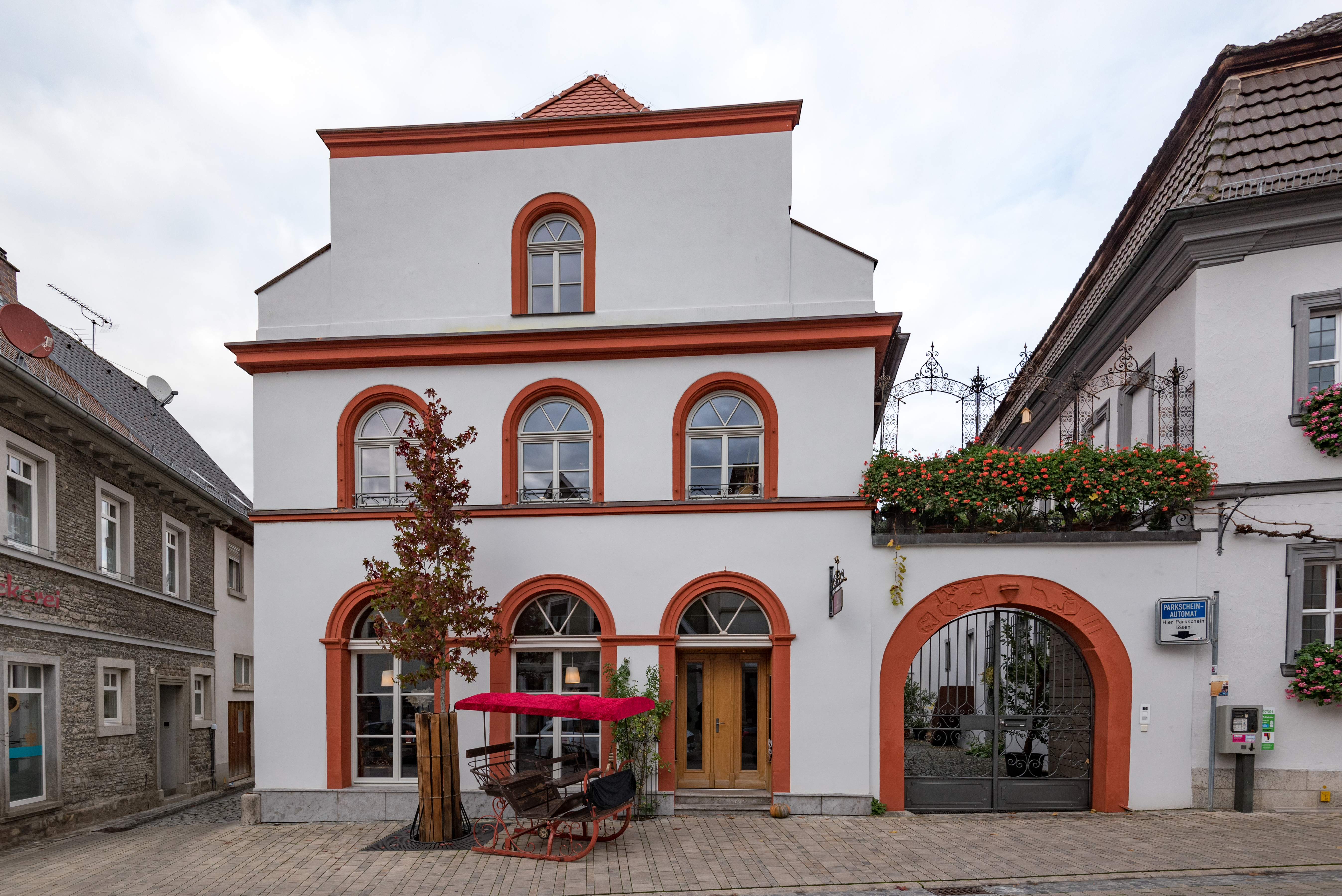
Das Haus Hauptstraße 48

Das Haus Hauptstraße 48 (früher Hausnummer 190) ist ein denkmalgeschütztes Gebäude in der Kernstadt des unterfränkischen Volkach. Das Haus war lange Zeit in Besitz der Kartause Ilmbach und wurde deshalb auch Ilmbacher Hof genannt. Daneben bestand die Bezeichnung Herdahaus.

## Geschichte
Die Geschichte des Hauses hängt eng mit der des Kartäuserklosters Ilmbach zusammen. Die Kartause wurde im Jahr 1453 durch eine Stiftung von Balthasar Fere vom Berg und seiner Frau Magdalena von Vestenberg in einem abgelegenen Tal am Rande des Steigerwalds gegründet. Schnell erhielten die Mönche Zustiftungen anderer Adeliger. Unter anderem konnten sie einen Hof und mehrere Weinberge in Volkach erwerben. Die Stadt bot mit ihren Märkten Absatz für die im Kloster hergestellten Produkte und lag außerdem nahe dem Schwesterkloster in Astheim.
Der Hof blieb während des Mittelalters und der Frühen Neuzeit immer auch von Volkacher Familien bewohnt, die an das Kloster zinsten. So saß im Jahr 1689 Hans Klingers Witwe im „Wohnhaus am Ilmbacherhof“. Im gleichen Jahr ging das Anwesen an Michael Elflein über. 1698 hatte Peter Kuhn den Hof inne, er lebte noch 1713 hier und musste der Stadt Volkach eine Taxe von über 284 Gulden bezahlen. Um 1730 übernahm wohl Kuhns Sohn den Ilmbacher Hof und erneuerte wahrscheinlich den Bau. Hierauf lässt der Anstieg der Taxe an die Stadt schließen.
Anders als bei vielen anderen Baulichkeiten in der Volkacher Altstadt sind die Bewohner nicht durchgängig überliefert. So tauchte erst 1771 Georg Landauers Witwe in dem Haus auf. Im Jahr 1803 wurde die Kartause Ilmbach im Zuge der Säkularisation aufgelöst, ein Jahr später, 1804, verkaufte man die Liegenschaften des Klosters an Privatpersonen. Wahrscheinlich gelangte so der Volkacher Franz Joseph Friederich in den Besitz der Anlage. Seine Witwe besaß das Anwesen 1811 und noch 1823.

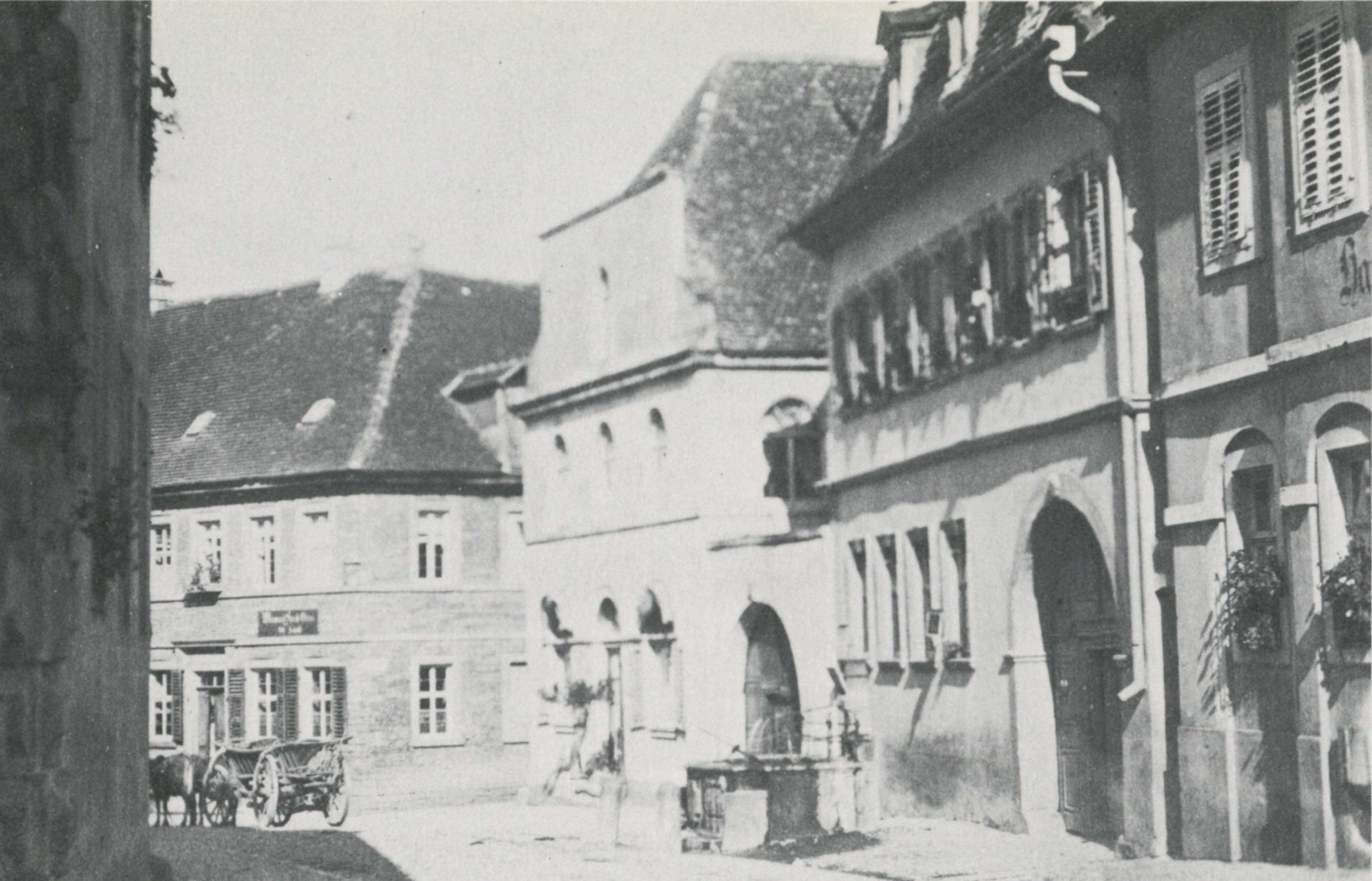
Das Haus um 1896

In der Folgezeit erfuhr der ehemalige Ilmbacher Hof eine neue Nutzung. Mit Erwin Friederich, dem Sohn des Franz Joseph, besaß ein Apotheker das Anwesen und richtete neben dem Wohnhaus ein Waschhaus, ein Laboratorium und einen Küchengarten ein. Die Taxe stieg in dieser Zeit auf über 5000 Gulden, was auf die großen Einnahmen der Bewohner schließen lässt. 1861 betrieb August Hartlieb weiterhin eine Apotheke in dem Anwesen. 
Nun wechselten die Inhaber der Apotheke häufiger. So wurde 1866 Franz Wilhelm Riegel hier genannt, 1871 besaß dann Hugo Gerber die Apotheke. 1887 war der Apotheker Albert Engel im Besitz des Anwesens. Über Valentin und Bibiana Hagenauer (gen. 1900 und 1906), Gustav Wüchner (gen. 1917), Alfred Nonweiler (gen. 1939 und 1951) blieb das Haus eine Apotheke. Erst der Kauf durch Familie Leeder beendete diese Zeit. Nun richtete man ein Messergeschäft und eine Schleiferei in den Räumlichkeiten ein.
Noch 1984 bestand das von Herbert und Anni Leeder geführte Geschäft, das mittlerweile in ein Haushalts- und Handwerkergeschäft umgewandelt worden war. Um 1998 wurde in den Räumlichkeiten ein Antiquitätengeschäft eingerichtet, das von Stefan Günter betrieben wurde. Danach stand das Haus einige Zeit leer. Im Jahr 2009 wurde das Haus von Eva und Sabine Kiesel erworben und in eine Buchhandlung mit Cafébereich umgestaltet. 2014 erfuhren die Baulichkeiten eine umfassende Renovierung.

## Beschreibung

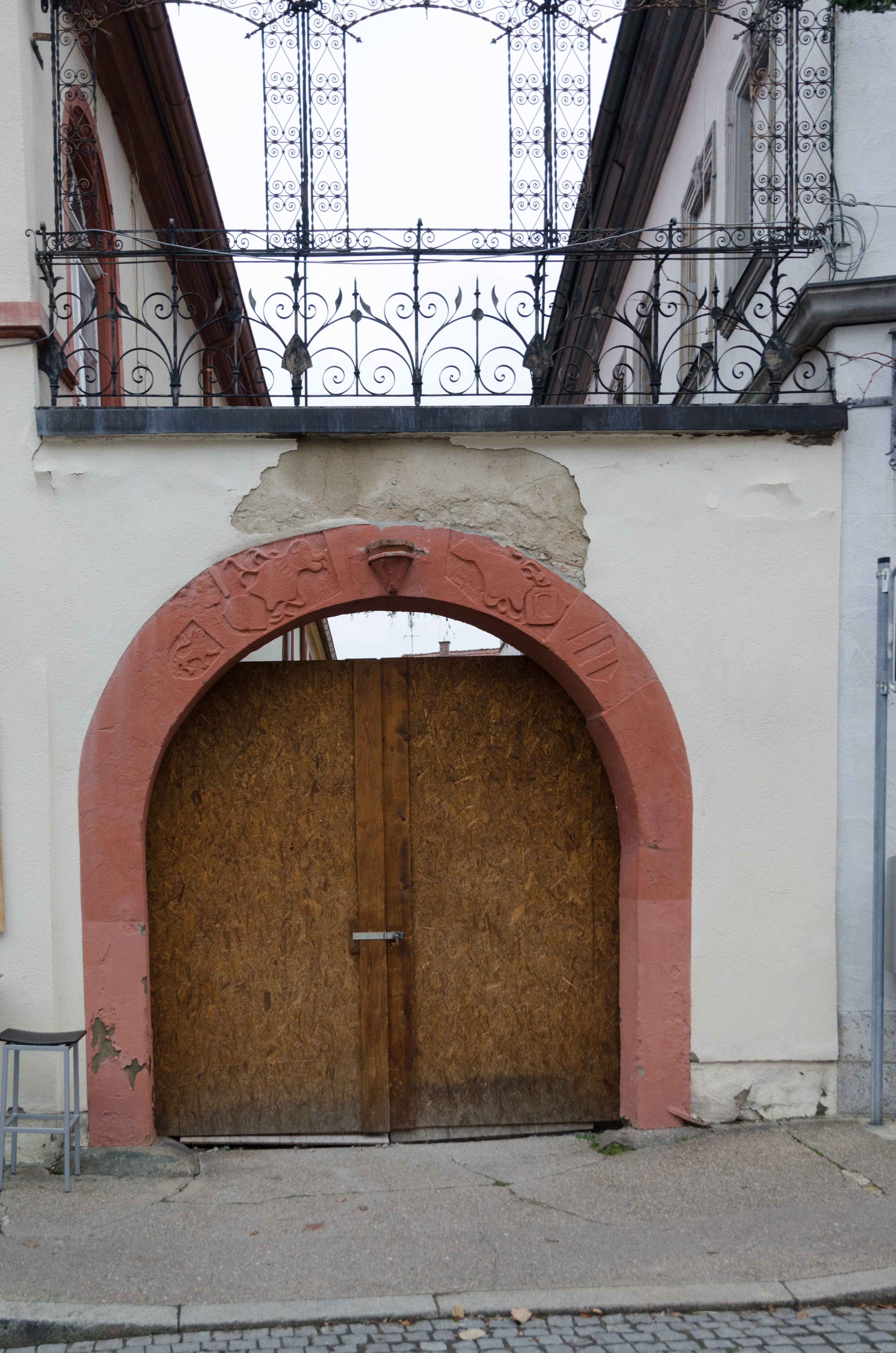
Die Hofeinfahrt vor der Renovierung 2014

Der ehemalige Ilmbacher Hof wurde vom Bayerischen Landesamt für Denkmalpflege als Baudenkmal eingeordnet. Zudem ist er Teil des Ensembles Altstadt Volkach. Untertägige Reste von Vorgängerbauten werden als Bodendenkmal geführt. Der Hof präsentiert sich als zweigeschossiger Halbwalmdachbau. Er wurde giebelständig errichtet und geht im Kern auf das 16. bzw. 17. Jahrhundert zurück. Die Fassade ist dem 19. Jahrhundert zuzurechnen.
Besonders bemerkenswert ist der dem Dach vorgesetzte, treppenförmige Schirmgiebel, der ebenfalls im 19. Jahrhundert ausgeführt wurde und mit einem ausladenden Gesims abschließt. Das Erdgeschoss wird von drei langgestreckten Rundbogenfenstern geprägt, die als Schaufenster geschaffen wurden. Ursprünglich besaß das Haus ein Portal mit Oberlicht. Die Geschosse sind durch Gurtgesimse gegliedert. Wiederum wurden im Obergeschoss Rundbogenfenster angebracht. 
Neben dem Haupthaus ist eine rundbogige Hofeinfahrt zu finden, die wohl noch aus der Zeit der Errichtung des Ilmbacher Hofes stammt. Im Gewände sind noch undeutlich verschiedene Wappen zu erkennen. Von links nach rechts wurden unterschiedliche Figuren dargestellt (Beschreibung heraldisch korrekt): Ein nach links gewendeter Löwe, ein Balken mit einer wachsenden Bracke als Helmzier, der wohl auf die Herren von Vestenberg hinweist, ein nicht zu identifizierendes Wappen mit Helmzier und ein zweimal geteiltes Wappen.